# Saison 4 de Preacher
 (août 2019).
Si vous disposez d'ouvrages ou d'articles de référence ou si vous connaissez des sites web de qualité traitant du thème abordé ici, merci de compléter l'article en donnant les références utiles à sa vérifiabilité et en les liant à la section « Notes et références ».
Chronologie
Saison 3
Cet article présente le guide des épisodes de la quatrième et dernière saison de la série télévisée américaine Preacher.

## Synopsis de la saison
Jesse Custer est pasteur malgré lui d'une petite ville du Texas. Ce dernier est habité par une mystérieuse entité qui donne le pouvoir à Jesse, de plier les gens à sa volonté. Jesse décide donc, avec sa petite amie un jour sur deux, Tulip et un vampire irlandais nommé Cassidy, de se lancer dans une quête pour littéralement trouver Dieu.
Jesse et Tulip doivent sauver Cassidy, prisonnier de l'organisation du Graal.

## Distribution

### Acteurs principaux
- Dominic Cooper (VF : Stéphane Pouplard) : Révérend Jesse Custer
- Ruth Negga (VF : Nathalie Karsenti) : Tulip O'Hare
- Joseph Gilgun (VF : Jérémy Prévost) : Cassidy
- Graham McTavish : le « Saint des Tueurs »
- Pip Torrens : Herr Starr
- Noah Taylor : Adolf Hitler
- Julie Ann Emery : Lara Featherstone
- Ian Colletti (VF : Gwendal Anglade) : Eugene Root / Assface
- Tyson Ritter : Jésus / Humperdoo
- Mark Harelik : Dieu

## Liste des épisodes

### Épisode 1:Massada
- États-Unis : 4 août 2019 sur AMC

Cassidy et Tulip sont dans une chambre, se préparant à affronter les créatures qui hurlent près d'eux avant de s'embrasser. Jesse chute et atterrit mort dans le bush australien.

### Épisode 2:Chacun cherche son graal
- États-Unis : 4 août 2019 sur AMC

Jesse parti, Tulip est seule à préparer la libération de Cassidy mais la porte blindée du sanctuaire s'avère impossible à détruire. Elle conçoit un plan avec l'aide de son logeur : renforcer sa voiture pour faire croire à un passage en force, puis attirer Lara Featherstone et ses hommes dans une course-poursuite où au volant de sa voiture, elle renversera plusieurs des petits véhicules du Graal avant de fuir. Cependant, dans la confusion et la poussière soulevée, Featherstone ne remarque pas que Tulip s'est glissée parmi les blessés, laissant le volant à son logeur.
Cassidy tente une nouvelle fois de s'échapper, massacrant plusieurs membres du Graal, et y parvient presque mais renonce en voyant le soleil apparaitre à travers la porte. Le bourreau commence à cerner le personnage, qui cache sa honte en la présentant comme de la malchance.

### Épisode 3:Bensonhurst
- États-Unis : 11 août 2019 sur AMC

### Épisode 4:Mission de sauvetage
- États-Unis : 18 août 2019 sur AMC

### Épisode 5:Melbourne
- États-Unis : 25 août 2019 sur AMC

### Épisode 6:L'escalade
- États-Unis : 1er septembre 2019 sur AMC

### Épisode 7:Tous les coups sont permis
- États-Unis : 8 septembre 2019 sur AMC

### Épisode 8:La colère de Dieu
- États-Unis : 15 septembre 2019 sur AMC

### Épisode 9:Compte à rebours
- États-Unis : 22 septembre 2019 sur AMC

### Épisode 10:Fin du monde
- États-Unis : 29 septembre 2019 sur AMC